# Středověké klimatické optimum

Globální průměrné teploty ukazují, že středověké teplé období nebylo globálním jevem.

Středověké klimatické optimum, resp. Středověká teplá perioda (zkratka MWP z anglického Medieval Warm Period) je označení pro středověké období (zhruba 950–1250 n. l.), které se vyznačovalo výrazným oteplením podnebí, především v oblasti Severního Atlantiku, ale souviselo také s dalšími klimatickými změnami té doby v Číně, a jiných zemích. Pravděpodobně ale nešlo o globální jev.  Hladiny světového oceánu byly kolem roku 1200 n. l. asi o 20 cm výše než jsou dnes. Po tomto období následovala tzv. "Malá doba ledová". Některé zdroje používají pro toto období výraz středověká klimatická anomálie s ohledem na další důležité jevy, které v tomto období probíhaly.
Přes značné nejistoty, a to zejména pro období před rokem 1600, pro která nemáme dostatek dat, bylo období mezi 950 a 1100 nejteplejší obdobím za posledních 2000 let před začátkem 20. století. Teploty se ale tehdy pohybovaly asi o 0,1 °C a 0,2 °C pod průměrem let 1961–1990 a výrazně pod úrovní teplot po roce 1980. Záznamy proxy dat z různých regionů ukazují, že nejteplejší období různých regionů proběhlo v různých letech. Tato regionální teplá období se nevyskytovala stejně koherentně ve všech oblastech jako oteplení koncem 20. století.
Toto období se v některých částech světa vyznačovalo například populační explozí a expanzí obyvatelstva do oblastí, které byly předtím neobyvatelné.
Období klimatického optima ukončila takzvaná malá doba ledová počátkem 14. století, kdy došlo k postupnému, ale výraznému, poklesu teplot a úbytku obyvatelstva (viz demografie středověku).

## Výzkum teplé periody
Středověké teplé období proběhlo pravděpodobně mezi lety 950 do 1250 n. l., během evropského středověku. První, kdo přišel s myšlenkou na tuto teplou periodu byl Hubert Lamb, jeden z prvních paleoklimatologů, který publikoval výzkum na základě údajů z botaniky, z výzkumu historických dokumentů a meteorologických dat. Podle jeho výzkumů bylo období 1000–1200 teplé a bylo s odstupem zhruba tří století vystřídáno studeným obdobím v letech 1500–1700. Teplé období se začalo označovat jako Středověká teplá perioda (MWP), následující studené období potom jako malá doba ledová (MDL). Třetí hodnotící zpráva IPCC z roku 2001 shrnuje dosavadní výzkumy takto: "současné poznatky nepodporují teorii, že by se v případě MWP a MDL jednalo o celosvětově synchronně probíhající období tepla, resp. chladu." Teploty určené pro toto období byly určovány z proxy dat z ledovcových jader, letokruhů a jezerních usazenin.

## Středověká teplá perioda v jednotlivých světových regionech
Po celém světě existují důkazy o teplé periodě ve středověku, i když pro některé oblasti jsou data dost vzácné. Často jsou tato období spíše zdokumentována jako "období sucha" a "období dešťů".

### Celosvětově
Studie týmu Michaela Manna z roku 2009, která zkoumala prostorové rozložení teplot během středověké teplé periody na základě proxy dat, konstatovala, že v některých oblastech teploty dosáhly, nebo i přesáhly současné teploty, ale globálně současných hodnot nedosahovaly. Největší teplotní maxima byly tehdy v oblasti Severního Atlantiku, Jižního Grónska, Euroasijských arktických oblastí a některých částí Severní Ameriky a tato maxima byla výrazně vyšší, než průměry teplot v těchto oblastech na konci 20. století (za období 1961–1990). V některých oblastech, jako je centrální Eurasie, severozápadní část Severní Ameriky a (s menší jistotou) také v oblastech Jižního Atlantiku došlo naopak k anomálnímu ochlazení.

### Severní Atlantik

Rekonstrukce teplot v centrálním Grónsku.

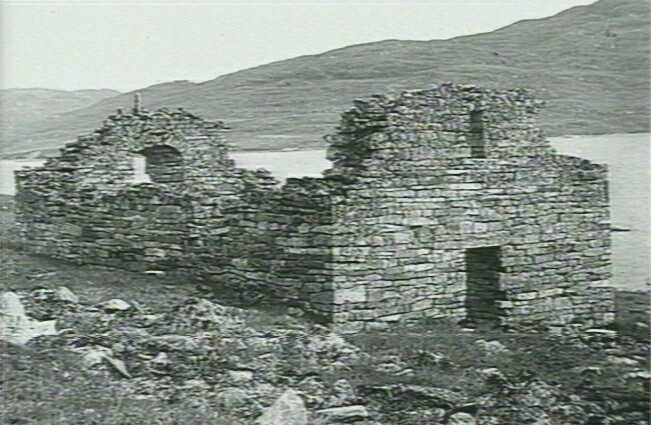
Poslední písemný záznam o vikinských osadnících v Grónsku pocházejí z roku 1408 a mluví o svatbě v kostele v Hvalsey — dnes nejlépe zachovalé vikinské památce.

Výzkumem izotopu 14C v usazeninách Sargasového moře se ukazuje, že před přibližně 400 lety (tedy během Malé doby ledové) byla teplota mořského povrchu cca o 1 °C nižší, a cca před 700 lety asi o 1 °C vyšší (během středověké teplé periody).
Výzkumem vzorků sedimentů z Puerto Rica, Mexického zálivu a pobřeží Atlantiku od Floridy po Novou Anglii našel Michael Mann důkazy zvýšené aktivity Atlantských hurikánů během MWP, následovaný útlumem aktivit v dalších letech. Radioizotopovými výzkumy a analýzou růstu skořápek měkkýšů byl Patersson schopen určit průběh teplot na Islandu od římské teplé periody až po malou dobu ledovou.

### Severní Amerika
Studie Manna ukázala, že v jižním Grónsku a v některých částech Severní Ameriky bylo v letech 950 až 1250 tepleji, než bylo v letech 1961–1990, v některých oblastech dokonce tepleji, než v letech 1990–2010. I když na většině severní polokoule bylo v letech 1400–1700 chladněji, tak v Labradoru a izolovaných oblastech USA bylo i v období malé doby ledové přibližně stejně teplo jako v období 1961–1990.
Teplé období ve středověku umožnilo vikingům kolonizovat Ameriku. Vikingové využili nezamrzlého moře a obsadili také některé oblasti Grónska a dalších zemí daleko na severu..
Ostrov objevil Erik Rudý roku 982 n. l. a po návratu domů vyprávěl o zemi, kterou nazval Grønland, neboli Zelená země. Přibližně od roku 1000 n. l. založili vikingové osady ve dvou oblastech na jižní špičce Grónska, "východní osídlení" na samém jihu a "západní osídlení" o něco severněji. Mezi nimi bylo několik menších skupin farem, které archeologové označují jako "střední osídlení". Na farmách v té době chovali prasata a dobytek, asi čtvrtina jejich obživy pocházela z rybolovu, ale poté, co se začalo ochlazovat a přicházet častější bouře, místo krav začali chovat ovce a kozy. Kolem roku 1300 ukončili chování prasat a od té doby pocházely tři čtvrtiny jejich obživy z lovu tuleňů. Nebyly nalezeny zmínky o tom, že by tato změna měla vliv na jejich zdraví. Uprostřed století však byl přerušen obchod s Norskem a byl malý zájem o vývoz tuleních kůží a mrožích klů. Jeden z posledních dokumentů vikinského osídlení Grónska pochází z roku 1408 a během dalších let zbylí vikingové Grónsko opustili – zdá se, že šlo o "organizovaný" ústup, který byl především v důsledku sociálních faktorů, převážně díky vyšší dostupnosti farem ve Skandinávii.

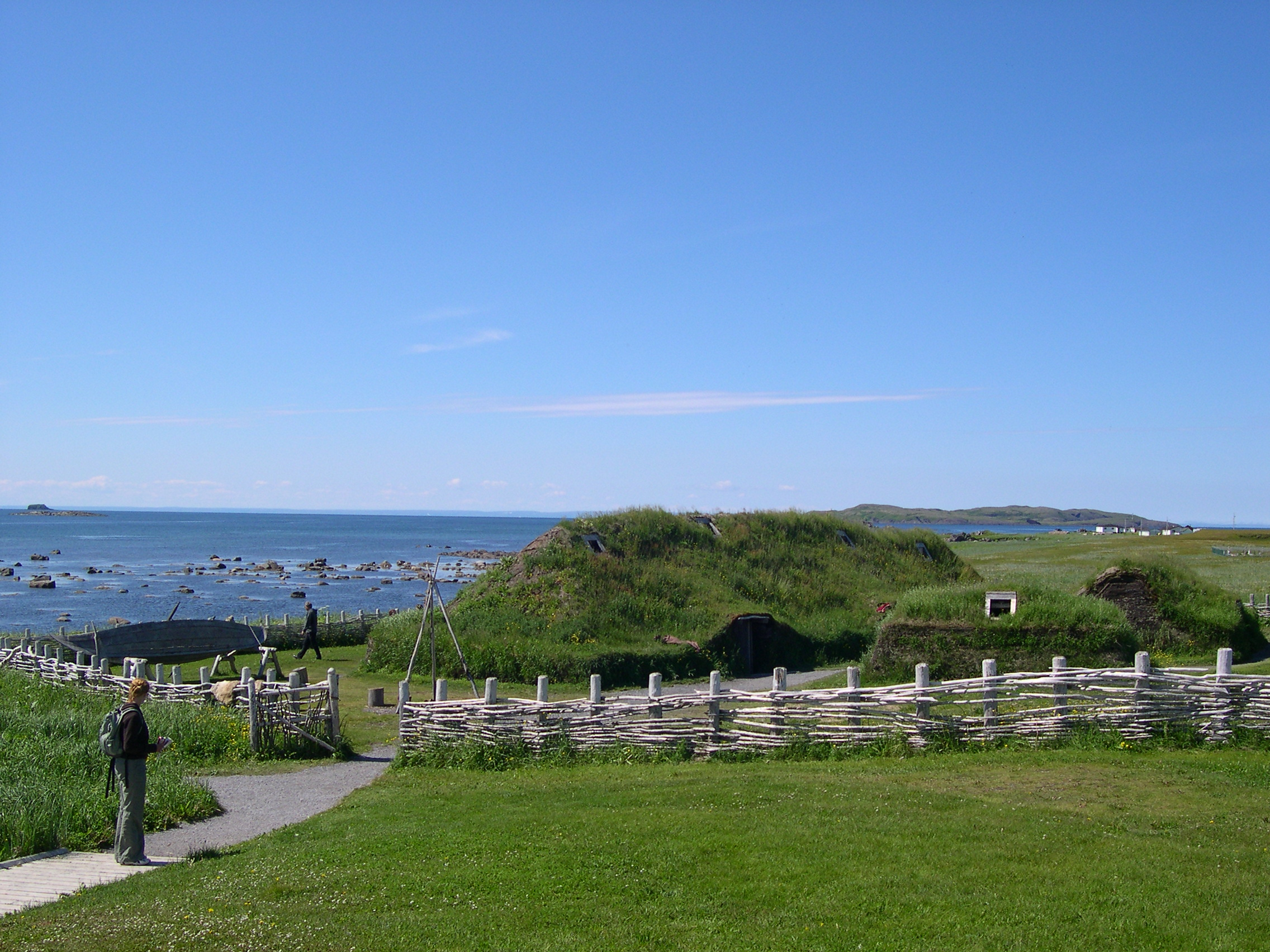
L'Anse aux Meadows v Newfoundlandu, dnes, s rekonstrukcí vikinského osídlení.

Kolem roku 1000 n. l. bylo dostatečně teplo také na ostrově Newfoundland a také zde založili vikingové osady – jejich osídlení v L'Anse aux Meadows bylo původně odhaleno Helgem Ingstadem. Výzkumy v oblasti zátoky Chesapeake ukazují na velké teplotní výkyvy během MWP i Malé doby ledové, které vědci přičítají pravděpodobným změnám v antarktické cirkulaci.
V některých západních oblastech USA probíhaly během MWP dlouhodobá suchá období, zvláště ve východní Kalifornii a na západě Velké pánve. Na Aljašce proběhla v průběhu našeho letopočtu tři teplá období 1—300, 850–1200 a od roku 1800.

### Evropa
V období středověké teplé periody došlo v Evropě k populační explozi, ke které zajisté přispělo příznivé klima. Obilí bylo v té době pěstováno i v severnějších oblastech - v Norsku a na horách ve Skotsku. Z podrobné analýzy obchodu s obilím v Anglii a Skotsku vyplynulo, že během 12. a 13. století došlo k rozšíření pěstování obilí ve vyšších nadmořských výškách, což nebylo možné v období předtím ani potom. Klimatické podmínky však nebyly jedinými důvody pro rychlý nárůst počtu obyvatel a s tím související rozvoj. Wilhelm Abel uvádí jako důvody pokroku v zemědělství také používání technického vybavení, jako jsou ohlávky pro tažné koně, jakož i využití půdy a diverzifikaci plodin. Předpokládá se, že počet obyvatel se v Evropě v letech 1100–1400 téměř ztrojnásobil. V důsledku toho byly mýceny lesy a získané plochy byly přeměněny na zemědělskou půdu. Zvýšená zemědělská produkce podpořila také vznik a rozšíření měst, kde probíhal obchod s plodinami.

### Ostatní oblasti
Klima ve východní rovníkové Africe oscilovalo mezi obdobími suššími, než dnes a relativně vlhkými obdobími. Suché období v této oblasti bylo v letech 1000–1270.